# Virgil Bercea
Virgil Bercea (Hétbükk, 1957. december 9. –) román görögkatolikus pap, nagyváradi görögkatolikus püspök.

## Pályafutása
1982. december 9-én szentelték pappá.

### Püspöki pályafutása
1994. július 20-án Fogaras-Gyulafehérvári segédpüspökké és pupianai címzetes püspökké nevezték ki. Szeptember 8-án szentelte püspökké Lucian Mureșan érsek, George Guțiu és Ioan Ploscaru segédletével.
1996. november 6-án nagyváradi koadjutor püspökké nevezték ki. 1997. június 18-án, Vasile Hossu püspök halálával vette át az egyházmegye kormányzását.